# Enzo Tortora
Enzo Claudio Marcello Tortora, cunoscut ca Enzo Tortora, (n. 30 noiembrie 1928, Genova, Italia – d. 18 mai 1988, Milano, Italia) a fost un politician, jurnalist și moderator de televiziune italian.